# Hida
Hida (japanska: 飛騨市?, Hida-shi) är en stad i Gifu prefektur i Japan. Staden bildades 2004  genom en sammanslagning av kommunerna
Furukawa, Kamioka, Kawai och Miyagawa.

## Galleri

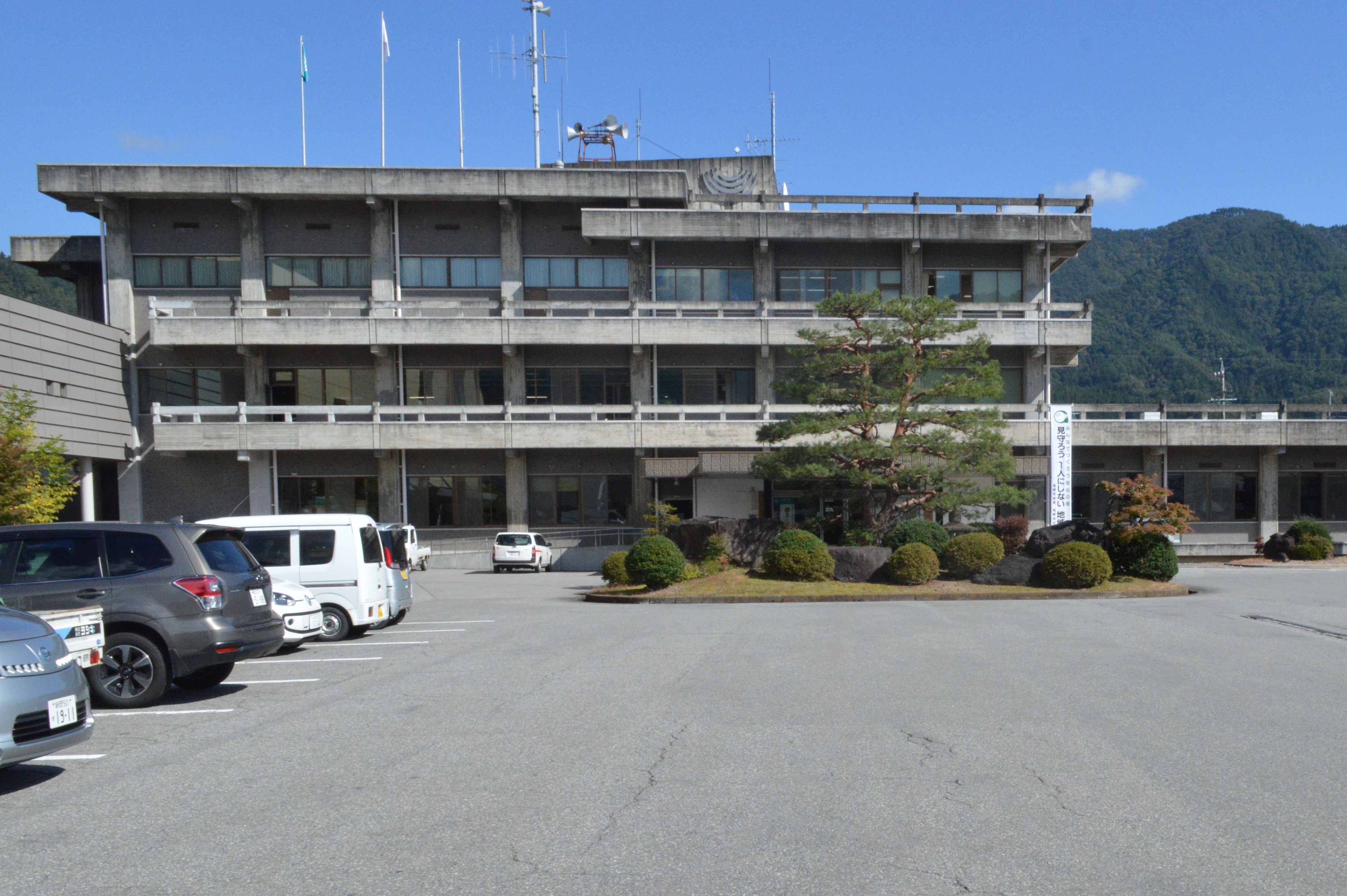
Stadshuset
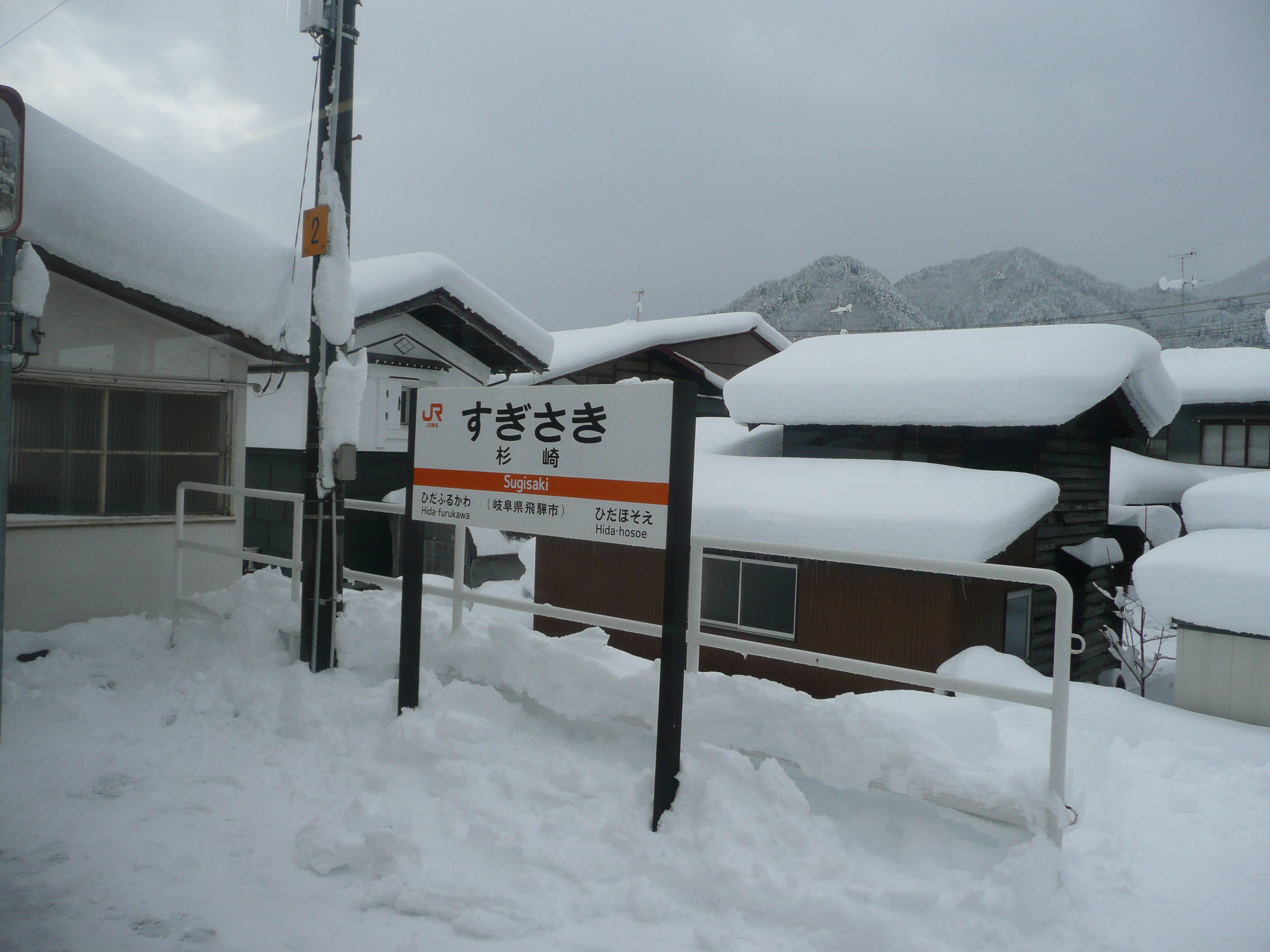
Sugisaki station
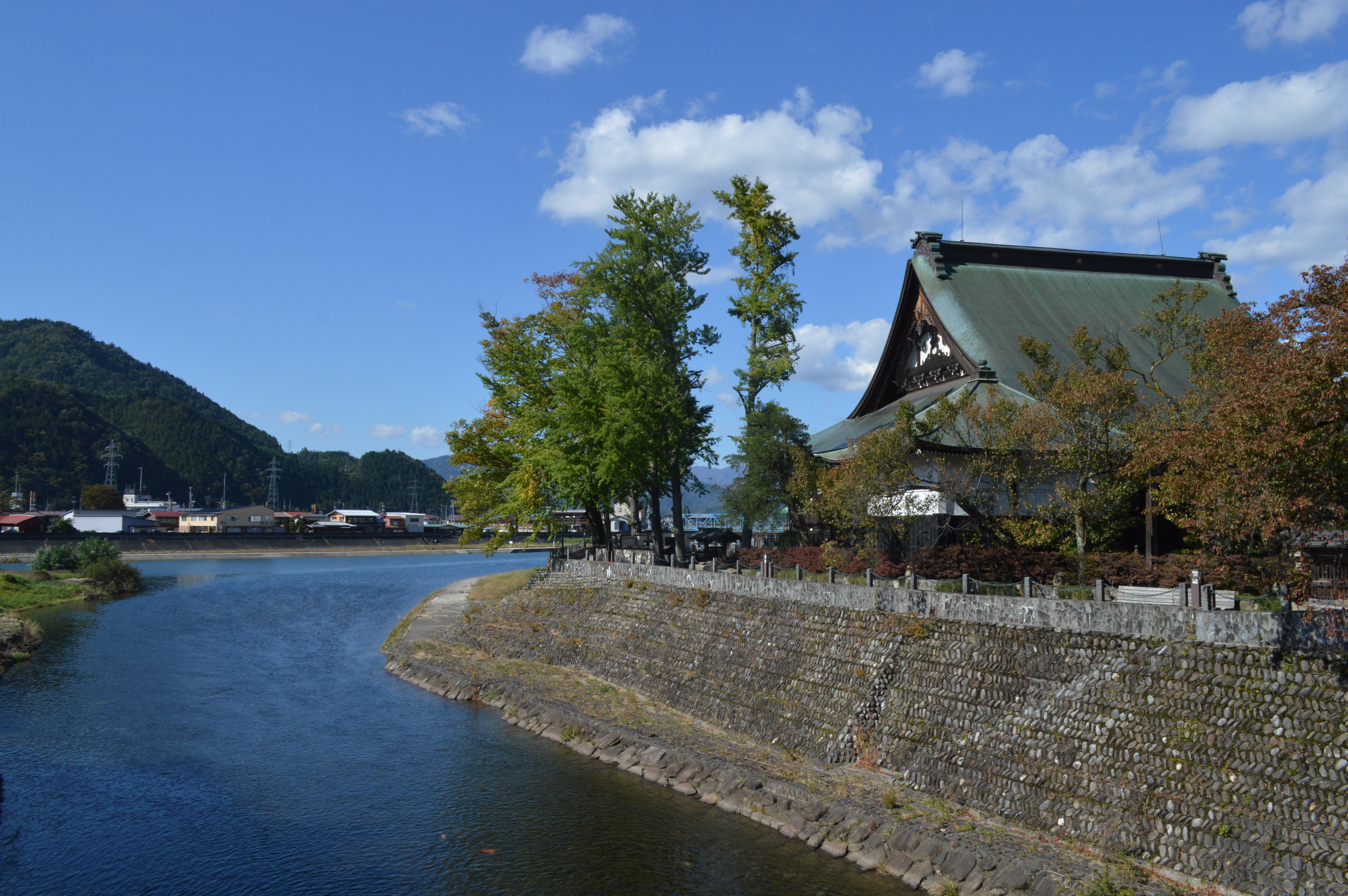
Shinshuji-templet i Furukawa